# Remedios Montero Martínez
Remedios Montero Martínez (Beamud de la Sierra, Cuenca, 1927 - Valencia, 24 de octubre de 2010), conocida como Celia, fue una destacada guerrillera antifranquista. Era una de las pocas guerrilleras españolas, compañera de Florián García Velasco, “Grande”, jefe de la Agrupación Guerrillera de Levante y Aragón. Su vida ha servido de inspiración para el filme Memorias de una guerrillera en el cual se reconstruye su vida, además sirvió de base a Dulce Chacón para escribir La voz dormida, novela de la que más tarde se hizo una película del mismo nombre, dirigida por Benito Zambrano.

## Biografía

### Primeros años y Guerra civil española
Sus padres eran Remedios Martínez y Eustaquio Montero. Él era guarda forestal por lo que vivían en una casa en mitad de los pinares de Cuenca. Pertenecía a la Unión General de Trabajadores (UGT).
Al acabar la guerra civil junto a Esperanza Martínez García y sus hermanas se convirtió en enlace de los guerrilleros.Al recrudecerse la represión se unieron a la Agrupación Guerrillera de Levante y Aragón Remedios Montero Martínez “Celia” , de 23 años, con su padre Eustaquio Montero Cotillas y su hermano Fernando “Luis”, de 18 años junto a Esperanza Martínez, Sole, de 21 años y sus hermanas Amadora, conocida como Rosita, y Ángela, conocida como Blanca, de 19 y 17 años respectivamente. El padre también se incorporó a la guerrilla.
En la guerrilla perdió a su padre y a su hermano. A este último lo mataron en una emboscada de contrapartidas, es decir, Guardias Civiles que se hacían pasar por guerrilleros. Este hecho fue especialmente trágico para la autora, la cual lo recoge en sus memorias.

### Periodo maqui y de exilio
Su primer periodo de exilio empezó en el momento que escapó al monte y se unió a los maquis. La guerrilla vivía sus momentos más bajos desde el final de la Guerra civil, el objetivo en la sierra consistía únicamente en sobrevivir. Permaneció allí con otros guerrilleros desde 1949 hasta 1952. Fue en esos años cuando conoció a su pareja, Florián García “El grande”.
Seis años después, desde Francia se dio la orden de retirada a toda la guerrilla. Celia abandonó el monte y se volvió a exiliar, esta vez en París, donde siguió luchando por la libertad de los españoles.

### Vuelta a España
Volvió a España en una misión clandestina de mano del Partido Comunista. Fue descubierta en Salamanca y trasladada como detenida a Madrid, donde la torturaron y encarcelaron. Los golpes que recibió fueron tan graves que le impidieron tener hijos. Pasó ocho años en prisión, donde recibió la falsa noticia de que su compañero había muerto.
Cuando salió de la cárcel volvió al exilio. Se procuró un pasaporte falso, viajó a París y desde allí, otra vez en misión oficial, a Praga. Aquí se reencontró con Florián. Este hecho significó mucho para los dos porque ambos pensaban que el otro había muerto. Se casaron en Praga.
En el 1978, tras la muerte de Franco, durante la embrionaria transición, ambos regresaron a España y se establecieron en Valencia. El 24 de octubre de 2010 falleció Celia, apenas un año después de la muerte de su compañero y camarada.